# لوسيان سيرجي
لوسيان سيرجي (بالفرنسية: Lucien Sergi)‏ (20 سبتمبر 1971 في فرنسا - ) هو لاعب كرة قدم فرنسي في مركز الدفاع. لعب مع نادي إيفيان ونادي غرونوبل ونادي لوهان كويسو ونادي نيور وأسوا فالنس ‏ وFootball Croix-de-Savoie 74 ‏.

## وصلات خارجية
- لوسيان سيرجي على موقع قاعدة بيانات كرة القدم.إي يو (الإنجليزية)